# Myrr
Myrr är ett bekämpningsmedel avsett för myror. Det är ett gift eller en sorts insekticid. Medlet är idag tillverkat av franska SBM Company under varumärket Protect Garden. Den vanligaste formen är en variant som är ett pulver som strös ut över myrornas tillhåll eller på en myrstack. Det finns även Myrr i flytande form som då sprutas över till exempel en myrstack.